# Complexe de la Vieille centrale électrique sur la rivière Pek à Veliko Gradište
Le complexe de la Vieille centrale électrique sur la rivière Pek à Veliko Gradište (en serbe cyrillique : Комплекс Старе електране на реци Пеку у Великом Градишту ; en serbe latin : Kompleks Stare elektrane na reci Peku u Velikom Gradištu) se trouve à Veliko Gradište, dans le district de Braničevo, en Serbie. Il est inscrit sur la liste des monuments culturels protégés de la république de Serbie (identifiant no SK 575).

## Présentation
Le complexe est situé sur la rivière Pek, un affluent du Danube. Il a été construit entre 1909 et 1914 ; à l'époque de sa construction, cette centrale électrique était chronologiquement la 13e édifiée en Serbie et, au moment de sa mise en service, elle avait une puissance de 120 ch.
Le complexe représente un ensemble complet d'installation de production hydroélectrique ; il est constitué d'un barrage, de canaux d'alimentation et de drainage, d'un hall principal et d'un bâtiment administratif.
Le barrage est construit en bois et, en-dessous, possède tout un système d'escaliers en béton ; des obturateurs formés de lattes en bois permettent, selon qu'on les lève ou qu'on les abaisse, de réguler le niveau de l'accumulateur d'eau. Un canal en béton conduit l'eau de l'accumulateur à la turbine qui se trouvait dans le hall principal ; grâce au canal de drainage, l'eau retournait de la turbine à l'hydrosystème de la centrale.
Le hall principal est construit en briques. En plus de la turbine, il abritait une console de contrôle et un poste électrique permettant la distribution de l'électricité. Pour libérer l'espace intérieur, le toit disposait d'une structure en acier ; l'intérieur du hall était éclairé par de grandes ouvertures pratiquées dans les façades et par les fenêtres du toit.
À l'est du hall principal se trouve le bâtiment administratif, construit en briques et doté d'un rez-de-chaussée et d'un étage. Le bâtiment est recouvert d'un toit complexe dont les plafonds de l'étage suivent la géométrie.
La vieille centrale électrique est restée en activité jusqu'en 1960. Aujourd'hui, le complexe, laissé en grande partie à l'abandon, est détérioré.